# Елано
Ела́но Ралф Блу́мер (на португалски: Elano Ralph Blumer) по-известен като Елано е бивш бразилски футболист и настоящ треньор. Играе като полузащитник. Има 50 мача и 9 гола за бразилския национален отбор.

## Състезателна кариера
Елано започна кариерата си в тима на Гуарани а по-късно премина в тима на Интернасионал Лимейра. Първия си професионален договор обаче подписва с тима на Сантош където е съотборник с други звезди на бразилския футбол като Робиньо, Диего и Алекс. За три години става два пъти шампион и отбелязва 34 гола за бившия клуб на „Краля на футбола“ Пеле. През 2004 г. преминава в Шахтьор Донецк с който също става на два пъти шампион на Украйна. На 2 август 2007 г. приема офертата на Свен-Йоран Ериксон и подписва четиригодишен договор с Манчестър Сити, стойността на който е £ 4 милиона.  След напускането на шведския наставник в отбора е привлечен и бившият му съотборник Робиньо, но новият наставник Марк Хюз го налага на друга позиция и Елано губи титулярното си място. На 30 юли 2009 г. бразилецът слага подписа си върху контракт за 4 години и на стойност € 10 милиона с турския гранд Галатасарай. При пристигането си на летището в Истамбул Елано е посрещнат от над 1300 фанатизирани фенове на „сараите“ които го понасят на ръце. Бразилецът получава и фланелката с номер 9 принадлежала на легендата Хакан Шюкюр. За година и половина изиграва 32 мача и вкарва 3 попадения.
През 2011 г. се завръща в родния си Сантос. Печели шампионата Паулиста, на който и става голмайстор с 11 попадения, и Копа Либертадорес. На 8 юли 2012 г. подписва договор за 3 години с Гремио. Изиграва 47 мача и вкарва 10 попадения. През 2014 г. играе под наем във Фламенго и печели първенството на щата Кариока. През лятото на 2014 г. преминава в индийския ФК Ченай. Става голмайстор на първото издание на Индийската суперлига с 8 попадения.

## Национален отбор
Дебютът му за националния отбор е през октомври 2004 година. Първите си два гола отбелязва в приятелски мач между Бразилия и Аржентина състоял се през 2006 г. на Емирейтс Стейдиъм. В тази среща Кака вкарва другия гол при победата с 3:0 над „гаучосите“. През 2007 г. Елано участва на Копа Америка, където играе и в четирите мача за Бразилия, включително финала срещу Аржентина. На него асистира за един от головете преди да бъде сменен поради травма. Участва и на Световно първенство в ЮАР.

## Успехи
Сантош
- Кампеонато Бразилейро, Серия А (2): 2002, 2004

 Шахтьор (Донецк)
- Шампион на Украйна (2): 2005, 2006
- Суперкупа на Украйна (1): 2005

 Фламенго
- Кампеонато Кариока (1): 2014

 Бразилия
- Копа Америка (1): 2007
- Купа на конфедерациите (1): 2009